# Ajmak centralny
Ajmak centralny (mong. Төв аймаг) – jeden z 21 ajmaków w Mongolii, znajdujący się w centralnej części kraju. Stolicą ajmaku jest miasto Dzuunmod, znajdujące się 30 km na południe od stolicy kraju Ułan Bator.
Utworzony w 1931 roku, dzieli się na 27 somonów. Gospodarka oparta na wydobyciu zasobów, przemyśle drzewnym oraz spożywczym. W rolnictwie hodowla zwierząt oraz uprawa zbóż i warzyw, głównie ziemniaka.
Liczba ludności w poszczególnych latach:
| 1979   | 1989    | 2000   | 2010   |
| ------ | ------- | ------ | ------ |
| 74 000 | 100 100 | 99 268 | 83 838 |

## Kultura, zabytki, atrakcje
Na terenie ajmaku znajdują się m.in. pomniki Toniukuka, klasztory buddyjskie: Mandzuszir chijd, Gündżijn süm, Sar'dagijn chijd, Miszig günij chijd oraz otaczana czcią skała Eedż chad.

## Somony
Ajmak centralny dzieli się na 27 somonów:
| - Altanbulag - Archust - Arglant - Bacümber - Bajan - Bajancagaan - Bajanchangaj - Bajancogt - Bajanczandman' | - Bajandelger - Bajandżarglan - Bajan-Öndżüül - Bornuur - Büren - Ceel - Delgerchaan - Dzaamar - Dzuunmod | - Dżarglant - Erden - Erdensant - Lün - Möngönmor't - Öndörszireet - Serglen - Sümber - Ugtaal |